# Mélanésia 2000

Logo du festival.

Mélanésia 2000 est le nom du premier festival des arts mélanésiens de Nouvelle-Calédonie qui s’est tenu du 3 au 7 septembre 1975 à Nouméa.

## Organisation

### Comité d'organisation
Président du comité directeur : Jean-Marie Tjibaou
Vice-présidente : Irène Wacapo
Secrétaire : Wamou Poedi
Secrétaire adjoint : Basile Citré
Trésoriers : Kaen Ihagé et Jacques Iekawé
Membres du comité directeur : Scholastique Pidjot (épouse du député Rock Pidjot), André Boerereou, Xuma Palasso, M. Saïpo, Charles Queneguei, Yves Tissandier.
Commissions :
- Animation générale : Jean-Marie Tjibaou
- Infrastructure : Kaen Ihagé ; Membre : Gilbert Barillon
- Financière : Jacques Iekawé
- Contenu du festival : Xuma Palasso ; Membres : M. Wahaga, Martial Bone, Jean-Marie Tjibaou
- Mise en scène, son, lumière : Wamou Poedi ; Membres : M. Gowe, Philippe Missotte
- Relations publiques : Yves Tissandier, Henry Azapunia, F. Wabutrune
- Accueil et service d'ordre : M. Saïpo
- Alimentation : Scholastique Pidjot ; Membres : Irène Wacapo, Éloi Machoro
- Hygiène et sécurité : Charles Queneguei ; Membre : Mme Colinet

### Site
Lieu du festival : Plage 1000 - 6e km - Nouméa

### Restauration
La préparation des repas et leur distribution auprès du public sur le site du festival est assurée par les associations de femmes du Souriant village mélanésien de La Conception de Scholastique Pidjot et les groupes de femmes de Lifou vivant à Nouméa emmenées par Irène Wacapo, la cuisine étant assurée par Charles Haudra et Xuma Palasso qui confectionnent et cuisent avec l'association culturelle mélanésienne plus de cent bougnas par jour.
En revanche, les repas des délégations, des artistes, des techniciens, des policiers et des membres de l'organisation sont assurés par le restaurant des dockers.

### Accueil et sécurité
Le service d'accueil et de guide des spectateurs, de la permanence de la case d'accueil et de la vente des disques et cassettes est réalisé par un groupe de quarante jeunes femmes emmenées par la femme de Jacques Iekawé, Sidonie Haeweng.
La sécurité et le service d'ordre sont assurés par des jeunes de la Jeunesse ouvrière chrétienne et d'associations sportives dirigés par les frères Martial et Dick Bone.

## Quelques extraits du programme officiel
Les extraits du programme officiel, cités ci-après, sont reproduits avec les fautes de frappe ou de typographie.

### Présentation par J.M. Tjibaou, Président du Comité
Introduction et conclusion
« Nous avons voulu ce Festival parce que nous croyons en la possibilité d’échanges plus profonds et plus suivis entre la culture européenne et la culture canaque. »
« L’espoir qui sous-tend ce projet est grand... Nous devons ENSEMBLE le réaliser pour l’avenir culturel de notre jeunesse et la santé de notre pays. »

### Présentation par le Comité
Introduction et conclusion
« Nous vous remercions d’avoir répondu à notre invitation à participer au festival Mélanésien. »
« Dans la préparation, l’organisation de Mélanésia 2000, nous avons mis le meilleur de nous même, une grande part de notre raison de vivre peut-être la plus sacrée. Merci de votre gentillesse et du regard neuf et sans préjugé que vous y apportez. »

### Vivre le Festival

#### Programme général
- Mercredi 3 – Ouverture

17 h 30 : Ouverture des portes
18 h : Cérémonie d’ouverture - Chants et danses
- Jeudi 4 - Agriculture et artisanat

10 h : Expositions et démonstrations artisanales dans les neuf "Points Soleil" : Koné, Houaïlou, Canala, Sud, Maré, Lifou, Ouvéa, Tiga, Nord. Exposition de l’igname au centre
14 h : Atelier central d’artisanat devant la Grande Case d’Accueil. Expositions et démonstrations artisanales dans les neuf "Point Soleil"
20 h : Soirée à la tribu. Bougnas, chants et danses.
- Vendredi 5 - Jeux et rencontres

10 h : Jeux coutumiers devant la Grande Case. Expositions et démonstrations artisanales dans les neuf "Point Soleil"
14 h : Jeux coutumiers, tressage de nattes, épluchage de cocos, lancer de sagaies, tir à l’arc et à la fronde, etc.
20 h : 1re représentation du Jeu Scénique "KANAKE"
- Samedi 6 - Chants et danses

9 h : Chants et danses dans les "Points Soleil"
14 h : Chants et danses dans les "Points Soleil"
20 h : 2e représentation du Jeu Scénique "KANAKE"
- Dimanche 7 - Séparation

9 h : Cérémonie de séparation coutumière à la Grande Case. Chants et danses aux "Points Soleil"
11 h : Chants et danses aux "Points Soleil"

#### Renseignements pratiques

##### Esprit de l’organisation
« Une rencontre n’est pas un spectacle.
C’est pourquoi, regroupé par délégations homogènes venant de zones géographiques correspondant à des aires culturelles traditionnelles, les participants vous attendent en 9 points de rencontres appelés "Points Soleil".
Chacune de ces zones fonctionne d’une manière autonome sous la responsabilité d’un chef de délégation et dans le cadre général de l’horaire présente un programme de rencontre. »

##### Droits d’entrée (F CFP)
- Public
  - 500 F pour l’ensemble des manifestations, programme gratuit
  - 150 F entrée journalière, programme en sus 150 f
- Photographes, cadreurs, preneurs de son
  - 100 F pour les appareils photos
  - 200 F pour les caméras et magnétophones

### Kanaké - jeu scénique
« les symboles de l’histoire kanake
JEU SCÉNIQUE EN TROIS TABLEAUX de Georges DOBBELAERE et Jean Marie TJIBAOU
Traduction : Douï Matayo WETTA
Musique originale : Pierre BERNARD
Mise en scène et costumes : Georges DOBBELAERE avec le concours de Michel CHEVILLON
Chorégraphie : Philippe HENRY
Régie générale : Alain TARTAS
Prise de son : PACIFIC AUDIO VISION
Avec les groupes de Danse de :
GAITCHA (L. Zéoula - A. Manique)
KONE (E. Naouna)
LOSSI (J. Boula)
Les séquences photographiques ont été réalisées par
M. Philippe BUTTERI
Les rôles principaux :
KANAKE (Alosio YARIK)
KAPO (Linda JULIA)
La femme de la lignée maternelle (Marie Claude TJIBAOU)
Le maître des cérémonies
Le crieur
Un homme blanc »

### Le Mythe dans la société canaque
Texte de J.-M. Tjibaou

## Bilan du festival Mélanésia 2000
Acteurs : plus de 2 000 kanaks des tribus de la Grande Terre et des Îles Loyauté
Spectateurs : environ 50 000 personnes.
Mélanésia 2000 marque le début d’une renaissance culturelle pour le peuple Kanak, pour la première fois la culture kanake est présentée bien vivante et non plus comme une culture vouée à disparaître.
Contrairement à ce qui est souvent écrit ou dit, le Centre culturel Tjibaou n’est pas construit sur le site où s’est déroulé le festival Mélanésia 2000. Le festival a eu lieu dans une vallée (22° 15′ 02″ S, 166° 28′ 55″ E) située à quelques centaines de mètres du CCT (22° 15′ 23″ S, 166° 28′ 54″ E). Cette vallée est aujourd’hui longée par la rue des Accords de Matignon qui conduit au CCT, et est occupée par l’un des greens du golf de Tina.

## Source
Programme du festival Mélanésia 2000
Réalisation : Bernard Bonnabesse, Philippe Missote
Dessins : Line Mailhé, Marcel Pétron
Mise en page et impression : GRAPHICAL
Logo : Marcel Pétron